# Wärmeschutzverordnung
Die Verordnung über einen energiesparenden Wärmeschutz bei Gebäuden (Wärmeschutzverordnung – WärmeschutzV) trat erstmals am 1. November 1977 als Folge des 1976 vom Bundestag beschlossenen Energieeinsparungsgesetzes (EnEG) in Kraft.
Ihre Zielsetzung war vor dem Hintergrund steigender Energiepreise die Reduzierung des Energieverbrauchs durch bauliche Maßnahmen.
Die Wärmeschutzverordnung wurde zweimal novelliert. Am 1. Januar 1984 trat die 2. Wärmeschutzverordnung und am 1. Januar 1995 die 3. Wärmeschutzverordnung in Kraft.
Als Grundlage für die Optimierung und Anpassung des Energiebedarfs für Heizung und Warmwasser an die Anforderungen der jeweils zu beachtenden Fassung der Wärmeschutzverordnung und einer darüber hinaus angestrebten Senkung des CO2- Ausstoßes durch eine sogenannte Energetische Sanierung kann sowohl bei einer anstehenden Sanierung von bestehenden Gebäuden als auch beim Neubau der weiter gefasste sogenannte Energieausweis als Instrument für die Planung und den Betrieb einer Wohnimmobilie herangezogen werden, wobei die an der Universität Kassel und auch in der Gesellschaft für Rationelle Energieverwendung im Sinne von Energieeffizienz seinerzeit tätigen Hochschullehrer Gerd Hauser und Gerhard Hausladen mit ihrem „Energiekennzahl-System“ von 1 bis 10 für flächenbezogenen Energiebedarf bzw. der „Energiepass-Methode nach Hauser/Hausladen“ und ihrer einschlägigen Forschungsarbeit zum Wärmeschutz (1995) „Energiepass: energetische Bewertung von Wohngebäuden“ im übertragenen Sinne als „Väter des heutigen Energieausweises“ gelten.
Am 1. Februar 2002 wurde sie von der Energieeinsparverordnung (EnEV) abgelöst, die die Wärmeschutzverordnung und die Heizungsanlagenverordnung (HeizAnlV) zu einem Vorschriftenwerk vereint.